# 종달항
종달항(終達港, Jongdalhang Harbor)은 제주특별자치도 제주시 구좌읍 종달리에 위치한 어항이다. 1996년 9월 12일 지방어항으로 지정되었다. 관리청은 제주특별자치도, 시설관리자는 제주시장이다.

## 어항 연혁
- 종달리의 설촌 연대는 확실하게 알려지고 있지 않다. 지금까지 알려진 바는 대략 두 가지 설이 있다. 그것은 오래전에 은월봉을 중심으로 '넙은드르', '대머들', '황무동' 등 여러 지역에 뿔뿔이 흩어져 살았다는 설과 남평 문씨가 '문쟁이올래'에 터전을 잡고 거주했다는 설이 있다.
- 종달항은 북제주군에서 관리했으나 1993년 9월 22일 제주도 고시에 의거, 제2종 어항으로 지정되어 제주도에서 관리하게 되었다. 이에 따라 1999년까지 50억 1100만원을 투입하여 방파제 204m, 물양장 175m, 선착장 113m, 호안 110m, 준설 1천m2 공사를 시행하였다.
- 2000년 11월 종달항에 대한 개발 계획이 수립되었다. 2005년 12월 1일 「어항법」이 폐지되고 「어촌·어항법」이 제정됨에 따라 종달항 항종명이 '제2종 어항'에서 '지방어항'으로 변경되었다.

## 어항 구역
- 수역: 종달리 북측 기존호안 돌출부에서 정북방향으로 100m 지점의 육지를 기점으로 정동방향으로 300m지점(해상)과 이지점에서 정남으로 570m(해상)에서 정서방향으로 육지부와 연결한 선내의 수역
- 어항구역면적: 214,000m2, 항내수면적: 37,000m2

## 어항 시설
방파제 490m, 물양장 336m, 호안 140m, 선착장 113m